# Nationaal Park Białowieża
Nationaal Park Białowieża (Pools: Białowieski Park Narodowy) is een nationaal park gelegen in de woiwodschap Podlachië in het oosten van Polen en grenst aan het naburige Nationaal Park Belavezjskaja Poesjtsja van Wit-Rusland. De oprichting tot nationaal park vond plaats op 11 augustus 1932 en bedraagt momenteel een oppervlakte van 105,173 km², oftewel ca. een zesde deel van het totale Poolse deel van het Oerbos van Białowieża. Sinds 1979 is Nationaal Park Białowieża onderdeel van de UNESCO-Werelderfgoedinschrijving «Woud van Białowieża».

## Deelgebieden
Het park bestaat uit drie verschillende clusters:
- Beschermend Gebied Orłówka (Obręb Ochronny Orłówka) - Heeft een oppervlakte van 50,732 km².[1] Dit deel van het nationaal park, direct ten noorden van het dorp Białowieża, kan alleen met een bevoegde gids worden bezocht.[2]
- Beschermend Gebied Hwoźna (Obręb Ochronny Hwoźna) - Heeft een oppervlakte van 51,695 km².[1] Hwoźna ligt in het noorden van het nationaal park, boven de gelijknamige rivier Hwoźna en is vrij te bezichtigen.[2]
- Wisentfokcentrum (Ośrodek Hodowli Żubrów) - Heeft een oppervlakte van 2,746 km².[1] Dit deel van het nationaal park omvat drie voor het publiek gesloten gebieden en één opengesteld gebied. Het Wisentreservaat, een dierenpark met verschillende zoogdieren die in het bos voorkomen of voorkwamen, kan vrij bezocht worden. Het Wisentreservaat ligt ongeveer 3 km voor Białowieża zelf en is gemakkelijk vanaf de provinciale weg tussen Białowieża en Hajnówka te bereiken. Houd rekening met een klein entreetarief.[2][3]

## Kenmerken
Nationaal Park Białowieża omvat het best bewaard gebleven stuk bos van het Oerbos van Białowieża. Het is het laatste natuurlijke bos van het Europese laagland en is met zijn oerboskarakter vergelijkbaar met de wouden die enkele honderden jaren geleden nog grote delen van Centraal-Europa bedekten. In het nationaal park zijn maar liefst 809 vaatplanten, bijna 200 mossen en 283 korstmossen vastgesteld. Ook telt het nationaal park ongeveer 120 broedvogels en leven er 52 zoogdieren.

## Flora en fauna
Nationaal Park Białowieża wordt gedomineerd door eiken-linden-haagbeukenbossen (Tilio-Carpinetum), waarin de belangrijkste bosvormende soorten de zomereik (Quercus robur), winterlinde (Tilia cordata), haagbeuk (Carpinus betulus), Noorse esdoorn (Acer platanoides) en fijnspar (Picea abies) zijn. Langs de rivieren Hwoźna en Orłówka zijn vooral ook veel elzenbronbossen, elzenmoerasbossen en sparrenbroekbossen te vinden. Hier zijn de zwarte els (Alnus glutinosa) en fijnspar de meest dominante soorten. Veelvoorkomende vogelsoorten in Nationaal Park Białowieża zijn de zwarte specht (Dryocopus martius), middelste bonte specht (Dendrocopos medius), fluiter (Phylloscopus sibilatrix), withalsvliegenvanger (Ficedula albicollis), kleine vliegenvanger (Ficedula parva) en appelvink (Coccothraustes coccothraustes). Deze soorten leven tussen andere vogelsoorten die in de rest van Centraal-Europa zeldzaam zijn, zoals het hazelhoen (Tetrastes bonasia), witrugspecht (Dendrocopos leucotos) en drieteenspecht (Picoides tridactylus). Ook is het nationaal park een toevluchtsoord voor de wisent (Bison bonasus), het symbool van Nationaal Park Białowieża.

## Afbeeldingen

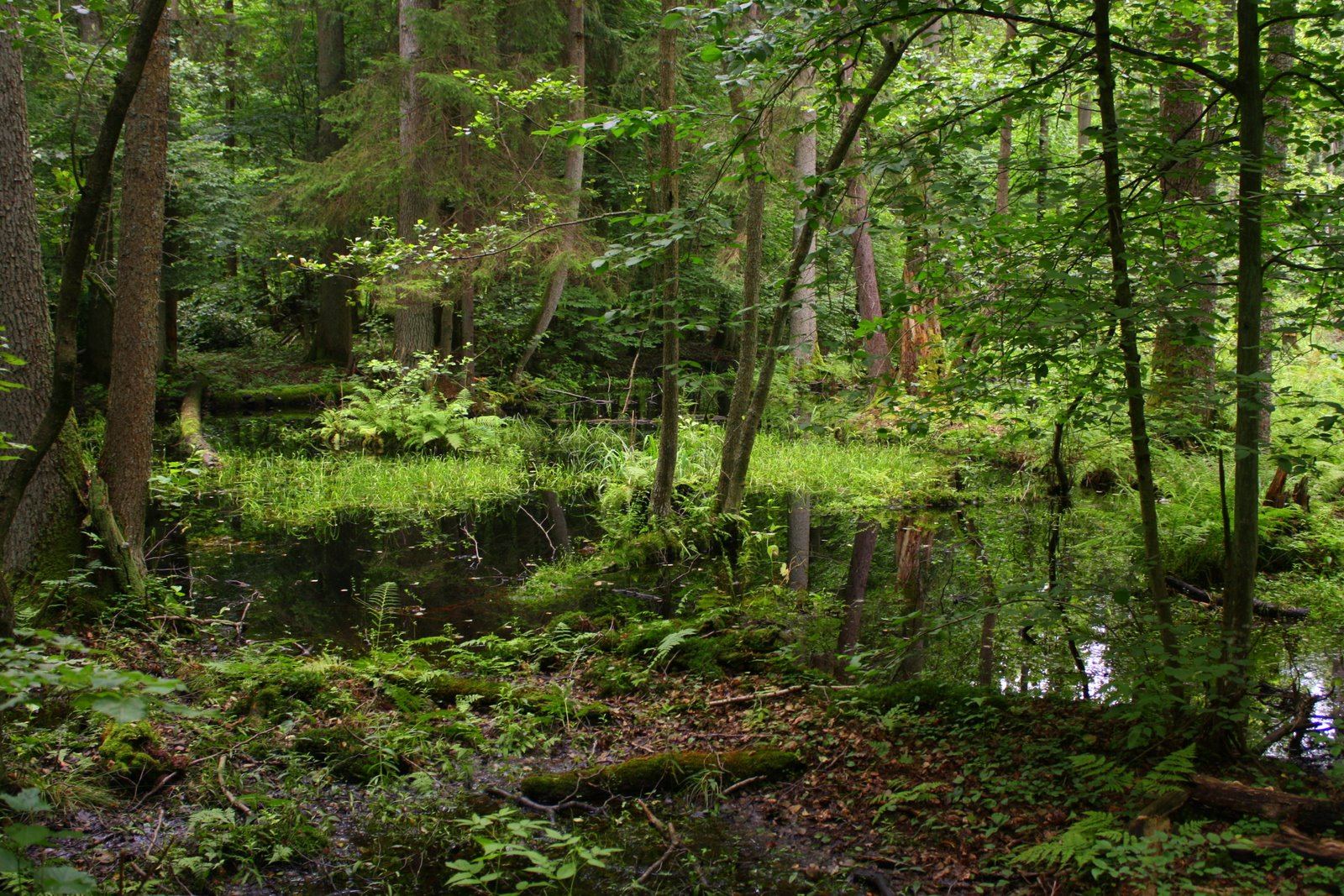
Een sparrenbroekbos in N.P. Białowieża.
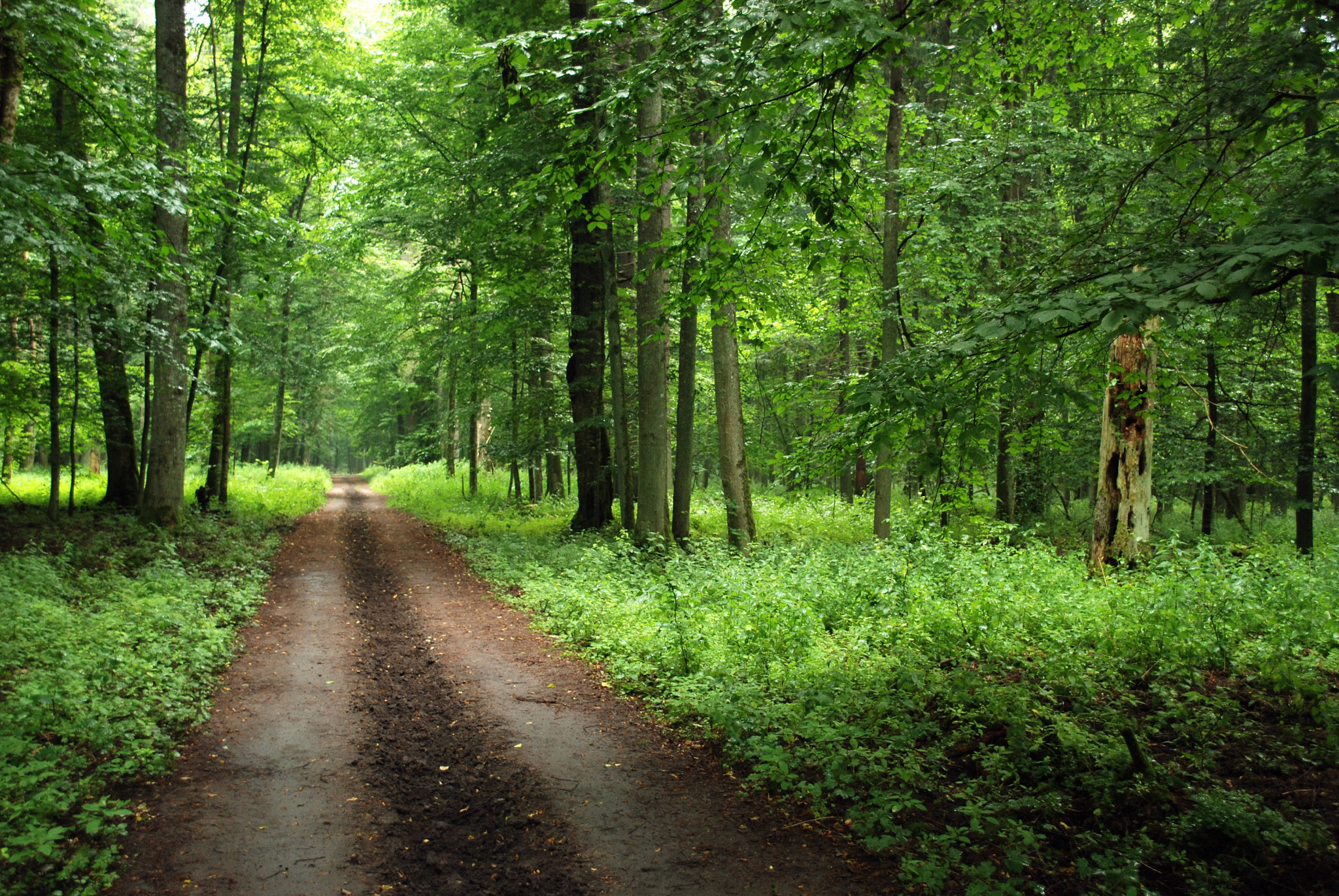
Bospad door N.P. Białowieża.
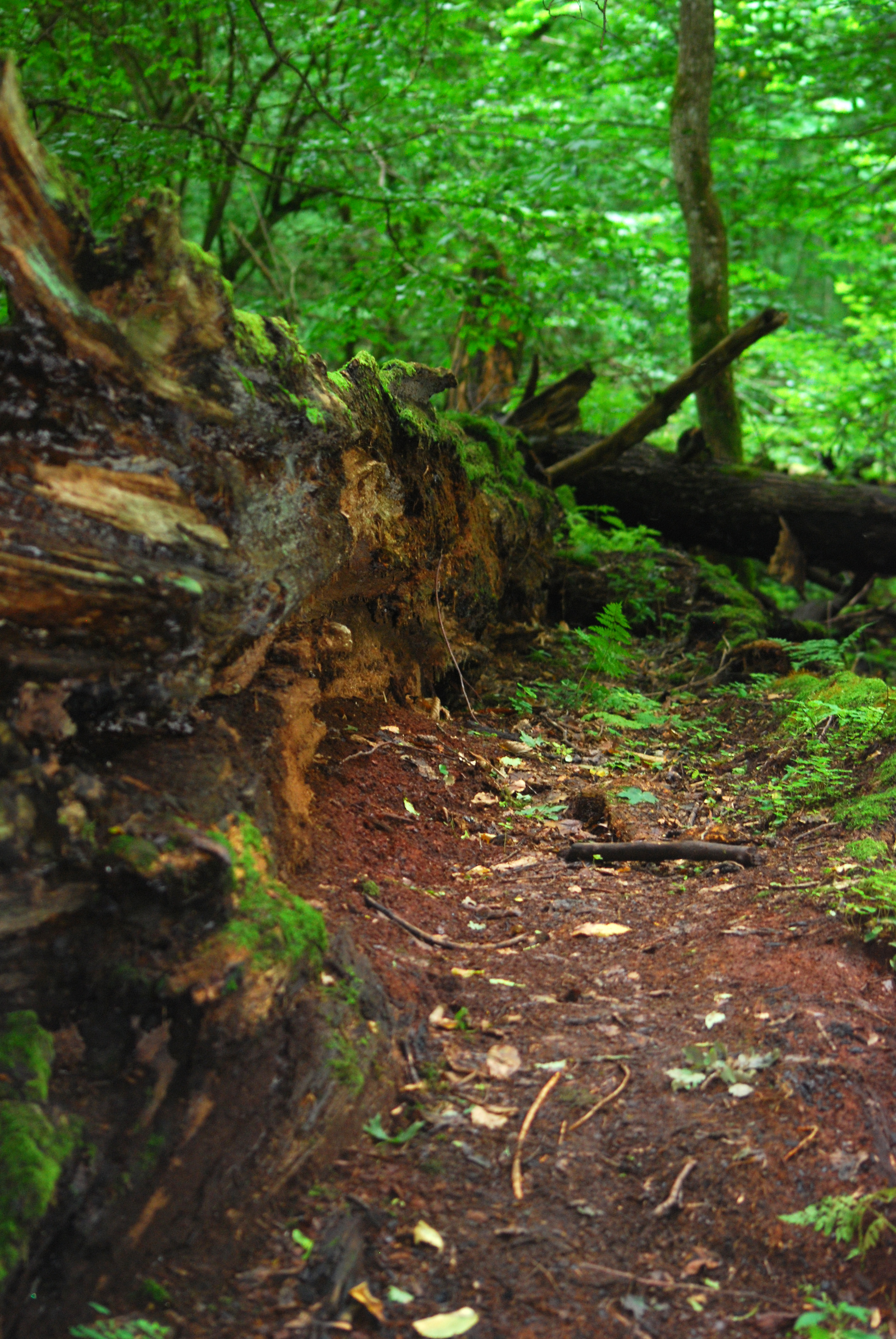
Dood hout vervult een zeer belangrijke rol in het ecosysteem.
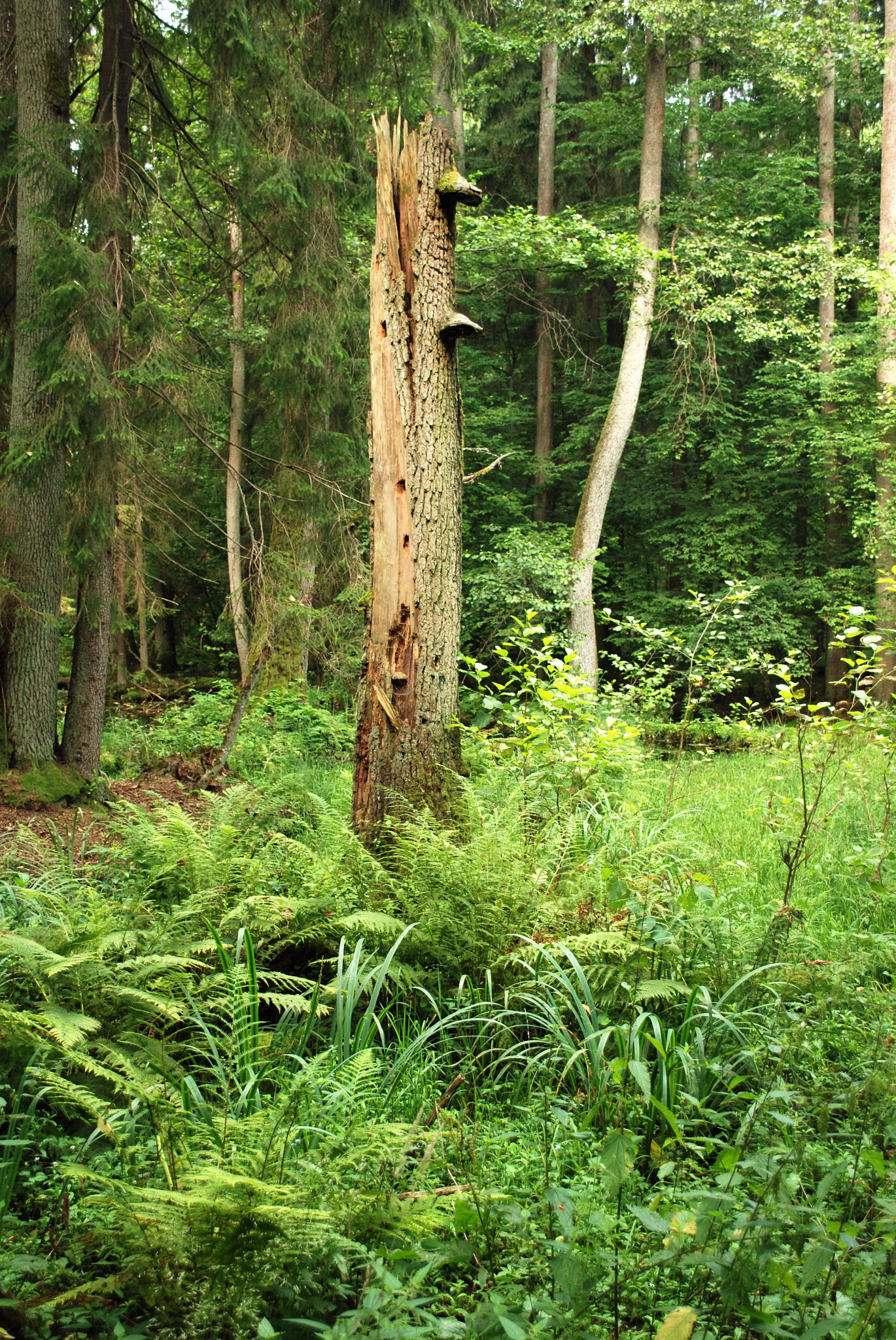
Een stobbe wordt optimaal benut door insecten, paddenstoelen en spechten.
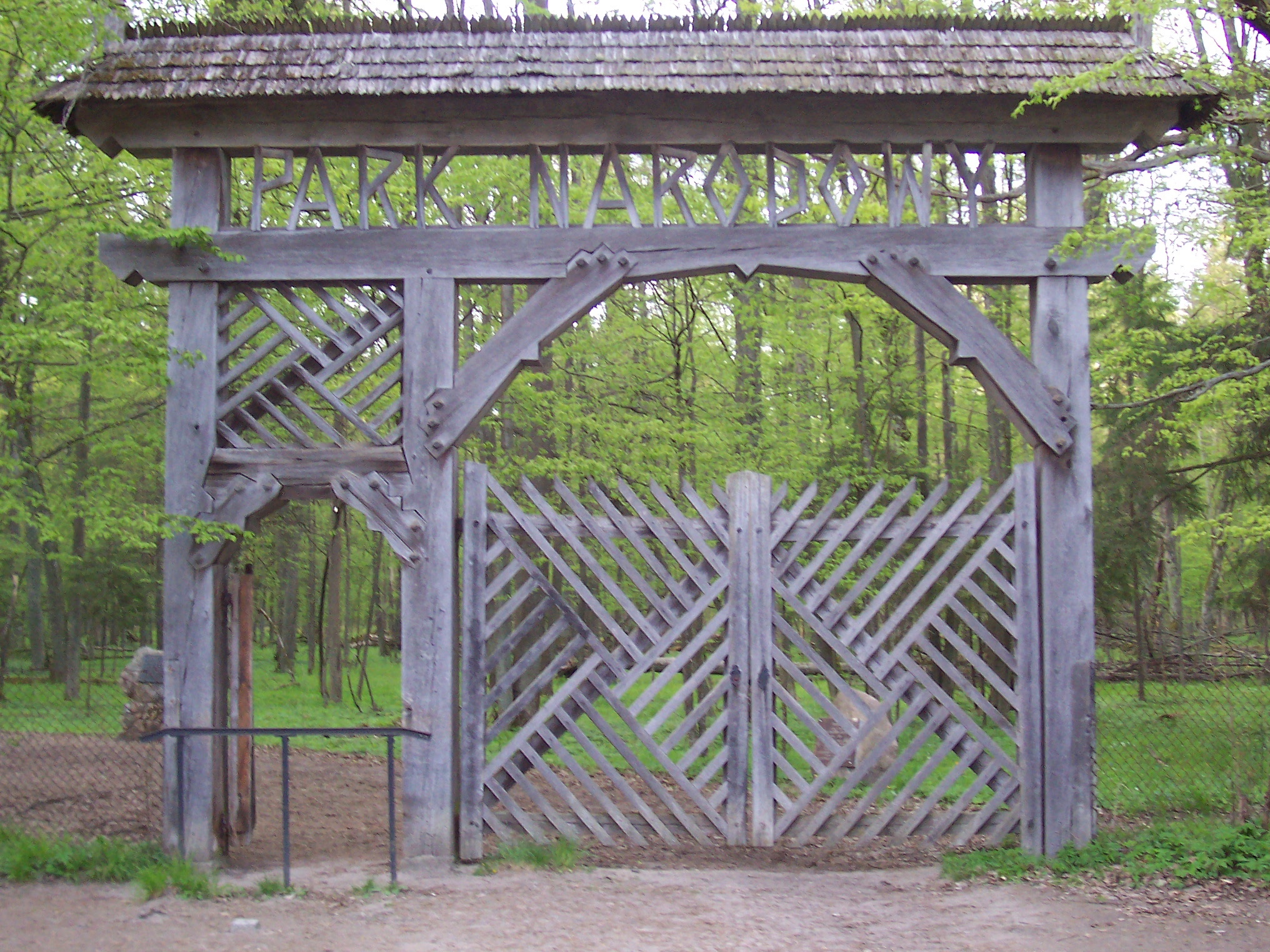
Ingang naar het strikte reservaat "Orłówka".
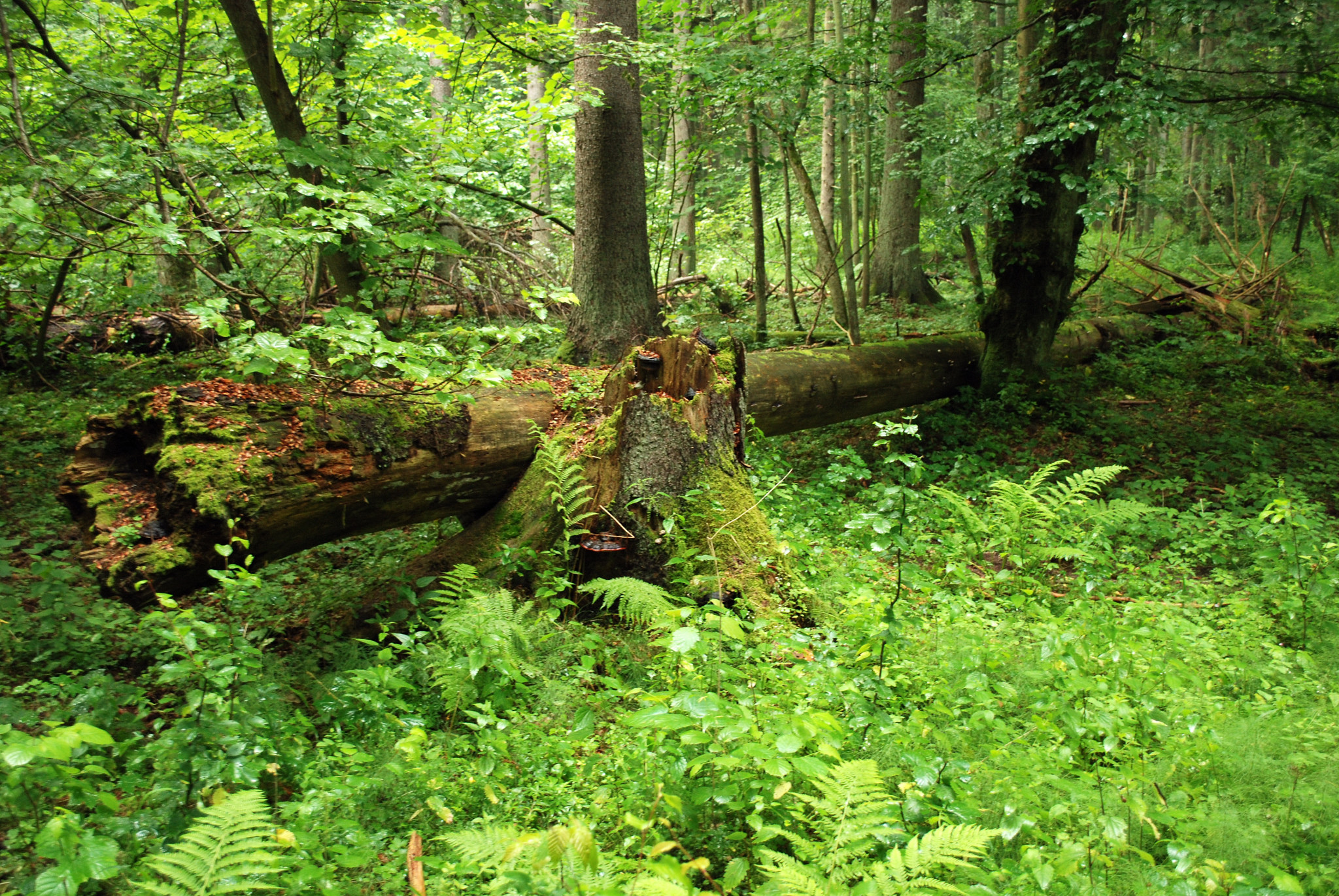
Structuur van de bosbodem.
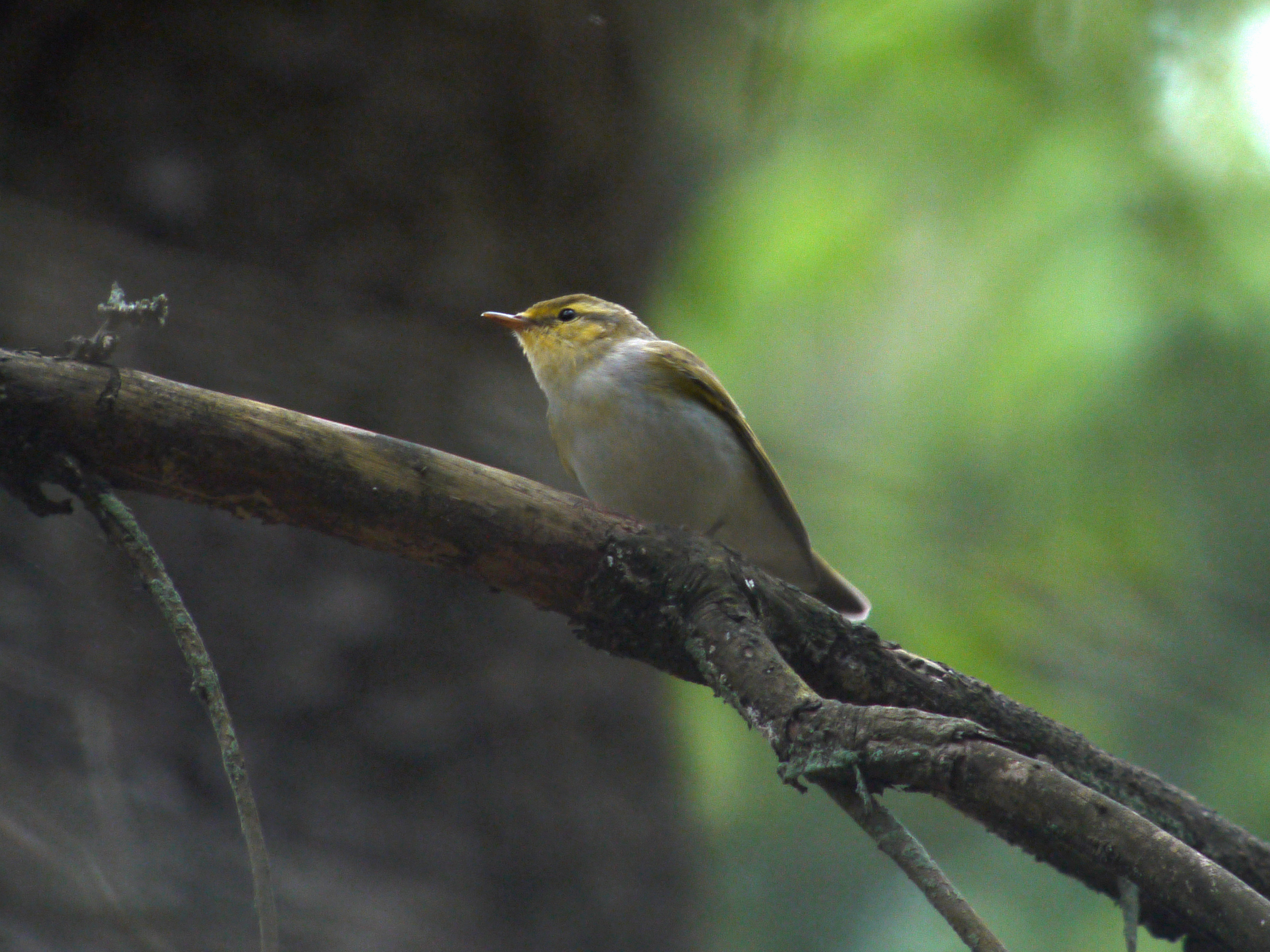
De fluiter (Phylloscopus sibilatrix), een van de meestvoorkomende vogels in N.P. Białowieża.

Babia Góra · 
Białowieża · 
Biebrza · 
Bieszczady · 
Bory Tucholskie · 
Drawa · 
Gorce · 
Gór Stołowych · 
Kampinos · 
Karkonosze · 
Magura · 
Narew · 
Ojców · 
Pieniny · 
Poleski · 
Roztocze · 
Słowiński · 
Świętokrzyski · 
Tatra · 
Wartamonding · 
Wielkopolska · 
Wigry · 
Wolin
- Gemeinsame Normdatei: 4496801-2
- International Standard Name Identifier: 0000 0001 1016 0890
- Library of Congress Control Number: sh2001008409
- Nationale Bibliotheek van Tsjechië: ge260731
- Nationale Bibliotheek van Israël: 987007554283405171
- Système universitaire de documentation: 086188720
- Virtual International Authority File: 148302686